# 東邦液化ガス
東邦液化ガス株式会社（とうほうえきかガス、英: TOHO LIQUEFIED GAS Co., Ltd.）は、愛知県名古屋市熱田区に本社を置くLPガス事業者である。

## 概要
東邦瓦斯の連結子会社でLPガスの製造販売およびガス機器の販売、LPガスの関連工事（設備・ガス配管工事）、コークスや石油製品（鉄スクラップ等鋳造原材料の販売・タール製品・化学品および圧縮天然ガス）の販売、LPガススタンド、ガソリンスタンド、水素ステーションの運営を行っている。

## 沿革
- 1959年（昭和34年）11月26日 - 「東邦液化燃料株式会社」を設立。
- 1959年（昭和34年）12月 - 岐阜液化株式会社、岡崎液化ガス株式会社、合同液化ガス株式会社設立。
- 1963年（昭和38年）6月 - 全国初の営業用スタンド、桜田オートガススタンド開設。
- 1969年（昭和44年）7月 - 東和プロパン株式会社設立。
- 1971年（昭和46年）4月 - 特約店会東液会（三水会）結成。
- 1978年（昭和53年）9月 - 株式会社東液供給センター設立[1]。
- 1987年（昭和62年）2月 - 東海液化ガス株式会社の全株式取得。
- 1987年（昭和62年）10月 - 名港LPG基地開設。
- 1988年（昭和63年）4月 - 特約店会東液共栄会結成。
- 1992年（平成4年）7月 - 小牧西（小牧）充てん所開設。
- 1992年（平成4年）9月 - 北陸営業所開設。
- 1993年（平成5年）6月 - 高山営業所開設。
- 1994年（平成6年）11月 - 川越充てん所開設。
- 1998年（平成10年）10月 - 東邦コークス販売株式会社のコークス事業を継承。同社の商号を「東邦LPG&コーク株式会社」に変更。
- 2001年（平成11年）11月 - 可児充てん所開設。
- 2003年（平成15年）7月 - 日進エコ・ステーション開設。
- 2003年（平成15年）4月 - 東液カスタマーサービス株式会社設立。
- 2003年（平成15年）4月 - 八開充てん所開設。
- 2004年（平成16年）10月 - 販売会社4社（合同液化ガス株式会社、岐阜液化ガス株式会社、岡崎液化ガス株式会社、東和プロパン販売株式会社）および株式会社東液供給センターを100%子会社化[2]。
- 2005年（平成17年）10月 - 「東邦液化ガス株式会社」に商号を変更。
- 2006年（平成18年）3月 - 株式会社東栄を子会社化。
- 2006年（平成18年）4月 - 東邦理化株式会社の産業資材事業を継承。
- 2007年（平成19年）7月 - 販売会社5社（東邦液化ガス東和株式会社、東邦液化ガス三重株式会社、東邦液化ガス岐阜株式会社、東邦液化ガス三河株式会社、東邦液化ガス東海株式会社）と合併[3]。
- 2008年（平成20年）8月 - 三好充てん所開設。
- 2009年（平成21年）10月 - 東邦エコオートガス株式会社と合併。
- 2009年（平成21年）11月 - 創立50周年。
- 2012年（平成24年）1月 - 中部ツバメ株式会社を合併。
- 2012年（平成24年）8月 - 株式会社ワセ田ガスの全株式取得。
- 2014年（平成26年）8月 - 中濃営業所開設。
- 2020年（令和2年）4月 - 静岡支店浜松営業所開設[4]。
- 2021年（令和3年）4月 - 江南、豊田、安城充てん所開設。
- 2021年（令和3年）10 - 株式会社東栄と合併。
- 2022年（令和4年）6月 - 犬山ガスサービス株式会社の全株式取得。
- 2022年（令和4年）10月 - ヤマサ總業株式会社の全株式取得。ヤマサ共和ライフ株式会社と合併[5]。
- 2023年（令和5年）4月 - 東液カスタマーサービス株式会社と合併。
- 2023年（令和5年）7月 - 可児充てん所開設。
- 2024年（令和6年）1月 - 株式会社東液供給センターより定期保安点検業務を移管。
- 2024年（令和6年）4月 - 犬山ガスサービス株式会社と合併、犬山営業所を開設。
- 2024年（令和6年）10月 - 豊通エネルギー株式会社の家庭用及び民生用LPガス事業並びに充填配送業務を承継[6]。同社豊田支社をもって豊田南営業所及び豊田充てん所を開設[7]。

## 事業所
- 本社（愛知県名古屋市熱田区）
- 支店
  - 名古屋、三河、岐阜、三重、静岡
- 営業所[8]
  - 名古屋、長久手、小牧、一宮、江南、津島、犬山、半田、刈谷、豊田、豊田南、岡崎、安城、西尾、豊橋、岐阜、中濃、西濃、東濃、高山、四日市、鈴鹿、津、松阪、伊勢、浜松、島田、北陸
- サービスセンター
  - 春日井、各務原、羽島、志摩、南伊勢、中津川、付知
- LPガススタンド[9]
  - 桜田エコ・ステーション、みなとアクルスエコ・ステーション、城見エコ・ステーション、日進エコ・ステーション、岡崎、安城、エコ・ステーション岐阜、鈴鹿
- 充填所[10]
  - 名港LPG基地、八開、三好、岡崎、江南、豊田、安城、各務原、可児、恵那、鈴鹿、津、志摩、島田

## 関連会社
- 株式会社ワセ田ガス
- 株式会社東液供給センター[11]
- ヤマサ總業株式会社

## ガス事業供給エリア
- 愛知県
  - 名古屋市千種区、名古屋市東区、名古屋市北区、名古屋市西区、名古屋市中村区、名古屋市中区、名古屋市昭和区、名古屋市瑞穂区、名古屋市熱田区、名古屋市中川区、名古屋市港区、名古屋市南区、名古屋市守山区、名古屋市緑区、名古屋市名東区、名古屋市天白区、清須市、長久手市、尾張旭市、瀬戸市、豊明市、日進市、愛知郡東郷町、春日井市、犬山市、丹羽郡大口町、丹羽郡扶桑町、小牧市、江南市、西春日井郡豊山町、北名古屋市、岩倉市、一宮市、愛西市、津島市、海部郡蟹江町、稲沢市、弥富市、海部郡大治町、あま市、海部郡飛島村、知多市、知多郡東浦町、大府市、知多郡武豊町、知多郡美浜町、常滑市、東海市、半田市、知多郡南知多町、知多郡阿久比町、知立市、安城市、碧南市、刈谷市、高浜市、豊田市、みよし市、岡崎市、額田郡幸田町、西尾市、田原市、豊橋市、蒲郡市、豊川市、新城市

- 岐阜県
  - 岐阜市、山県市、羽島郡岐南町、本巣郡北方町、関市、美濃市、美濃加茂市、郡上市、下呂市、加茂郡坂祝町、加茂郡富加町、加茂郡川辺町、加茂郡七宗町、加茂郡白川町、加茂郡東白川村、各務原市、大垣市、瑞穂市、本巣市、不破郡垂井町、不破郡関ケ原町、安八郡神戸町、揖斐郡揖斐川町、揖斐郡大野町、揖斐郡池田町、羽島市、海津市、羽島郡笠松町、養老郡養老町、安八郡輪之内町、安八郡安八町、多治見市、中津川市、瑞浪市、恵那市、土岐市、可児市、加茂郡八百津町、可児郡御嵩町、高山市、飛騨市

- 三重県
  - 桑名郡木曽岬町、桑名市、員弁郡東員町、いなべ市、三重郡朝日町、三重郡菰野町、三重郡川越町、四日市市、亀山市、鈴鹿市、津市、伊賀市、名張市、多気郡大台町、多気郡多気町、松阪市、多気郡明和町、伊勢市、度会郡玉城町、度会郡度会町、鳥羽市、志摩市、度会郡南伊勢町、度会郡大紀町

- 静岡県
  - 湖西市、浜松市、磐田市、袋井市、掛川市、菊川市、周智郡森町、御前崎市、榛原郡吉田町、焼津市、静岡市、島田市、藤枝市、牧之原市

- 石川県
  - 金沢市、七尾市、小松市、輪島市、珠洲市、加賀市、羽咋市、かほく市、白山市、能美市、野々市市、能美郡川北町、河北郡津幡町、河北郡内灘町、羽咋郡志賀町、羽咋郡宝達志水町、鹿島郡中能登町、鳳珠郡穴水町、鳳珠郡能登町

- コミュニティーガス事業（簡易ガス）[12]
  - 志段味団地、ビレッジハウス仁木、春日園、下春日台、青塚団地、ファーツリーガーデン藤岡、城山団地、ユーエスピア西尾、ビレッジハウス榎戸、宝マンション江南スクエア、小牧グリンハイツ、平六団地、ナビタウン立田、かおるケ丘団地、長谷川江東団地、中瀬台団地、セントハーバーヒルズ、チッタ・ナポリ、株式会社デンソー細井社宅、三輪団地、安食団地、岐阜キャッスルビル、ゆりが丘団地、多治見旭ケ丘団地、元町台団地、ウッディタウン多治見、市之倉ハイランド、松風台団地、ちせいの里、開元の里、三河赤坂台団地、上春日台、スカイタウン藤岡、東広瀬団地、キングスコート西尾プレステージ、ビレッジハウス拾石、坂井団地、スペクトル江南、平和団地、明和団地、永楽佐織団地、ポプラ台団地、高雄団地、東海センター、真栄リゾートリーブル内海、中山製鋼東大高社宅、ビレッジハウス幸田、ビレッジハウス曽我屋、華西団地、岐阜流通業務団地、根本ステーションパーク、梅平団地、多治見ニュータウン、愛岐パーク、ラ・ヴェール根本、フォレストタウン赤坂台、多治見赤坂台団地、レインボーヒルズ大畑、明和台団地、関・桜台、ビレッジハウス下有知、倉知グリーンハイツ、小瀬中央ハイツ、津保川ニュータウン、ビレッジハウス松森、ビレッジハウス羽島、森山台団地、緑団地、羽生ケ丘団地、若葉台、長坂団地、美里ケ丘団地、垂井桜ケ丘団地、ビレッジハウス瀬古、みたけ大庭台団地、脇田山団地、ピュアタウン安濃、高野団地、大蔵園、合同宿舎久居東住宅、ビレッジハウス北口、椋本団地、殿舟団地、森音の郷、南ケ丘団地、多治見ニュータウン滝呂台団地、明和団地、肥田瀬住宅、向山ニュータウン、ビレッジハウス小屋名、ビレッジハウス関、迫間台、健康促進住宅はしま、ナビタウン美濃加茂、虹ヶ丘団地、愛岐ケ丘団地、光陽台、清水ケ丘団地、鳩吹台、ビレッジハウス巣南町西、うぐいす苑、坂祝ニュータウン、一本松団地、ミルセゾンみのり台、一志団地、千里ヶ丘団地、久居さくらが丘、三交藤ヶ丘、久居団地、小森向山苑、市営城山住宅、津市営森団地、市営藤方住宅、片田団地、あかつき台、伊坂台、桜団地、山之神谷、粟野町団地、リンクスコート小俣本町、西豊浜団地、みどり苑、ビレッジハウス井村、野田団地、南郊団地、中万町団地、イトーピア松阪団地、南豊駅前団地、赤尾台、高橋地所、新鼓ケ浦団地、市営住宅安塚団地、市営住宅岡田団地、江島団地、ビレッジハウス西条、鼓ケ浦南園、グランドコート亀山、ロイヤルヴァンベール志摩大王崎、白塚団地、片田志袋団地、あさけが丘、四日市高見ハイツ、三滝台、三交かわしま園、ビレッジハウス伊勢南部、いせ上野台、宝塚団地、山室山団地、くすの木台、ビレッジハウス南郊、ビレッジハウス上川、粥田団地、松阪団地、豊原団地、多度団地、ビレッジハウス磯山、石原産業城ケ池団地、市営住宅一ノ宮団地、三交ひばりケ丘、市営住宅十宮団地、コープ野村鈴鹿、市営住宅潮風の街磯山、安久志団地、菰野三滝園、三交ガーデンタウン明星